# Ait Mait
Ait Mait (franska: Ait Mait (CR), Ait Mait (Commune Rurale), arabiska: عين الزهرة) är en kommun i Marocko.   Den ligger i provinsen Driouch och regionen Oriental, 300 km öster om huvudstaden Rabat. Antalet invånare är 7 188.